# Leptogenys oswaldi
Leptogenys oswaldi är en myrart som först beskrevs av Auguste-Henri Forel 1891.  Leptogenys oswaldi ingår i släktet Leptogenys och familjen myror. Inga underarter finns listade i Catalogue of Life.

## Bildgalleri

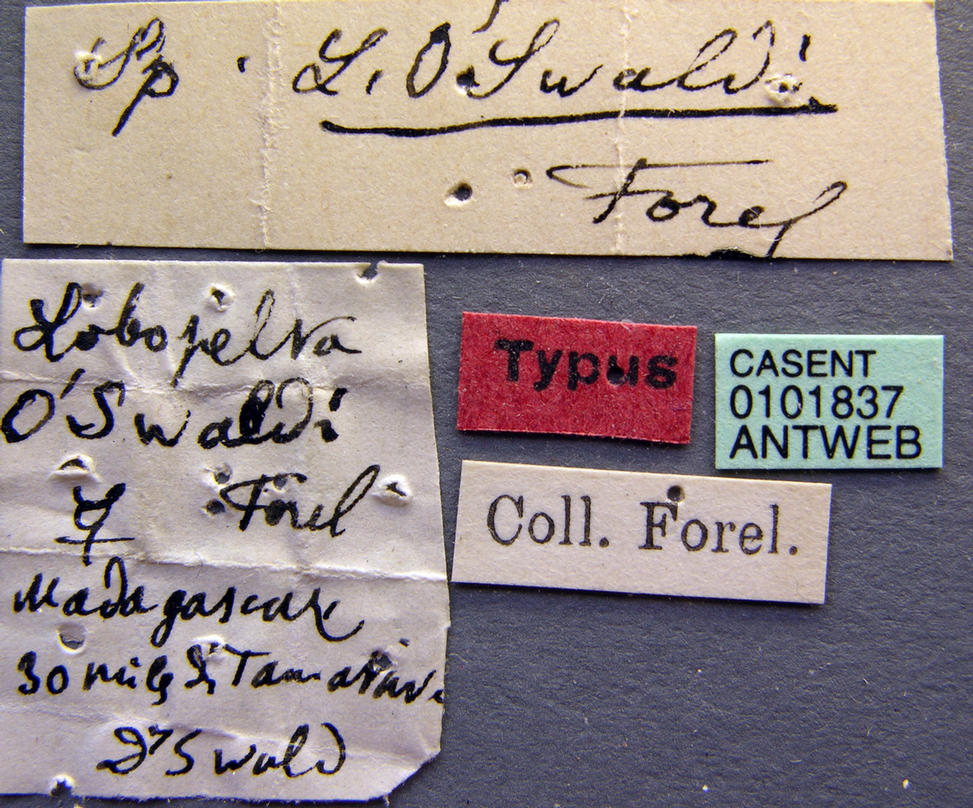
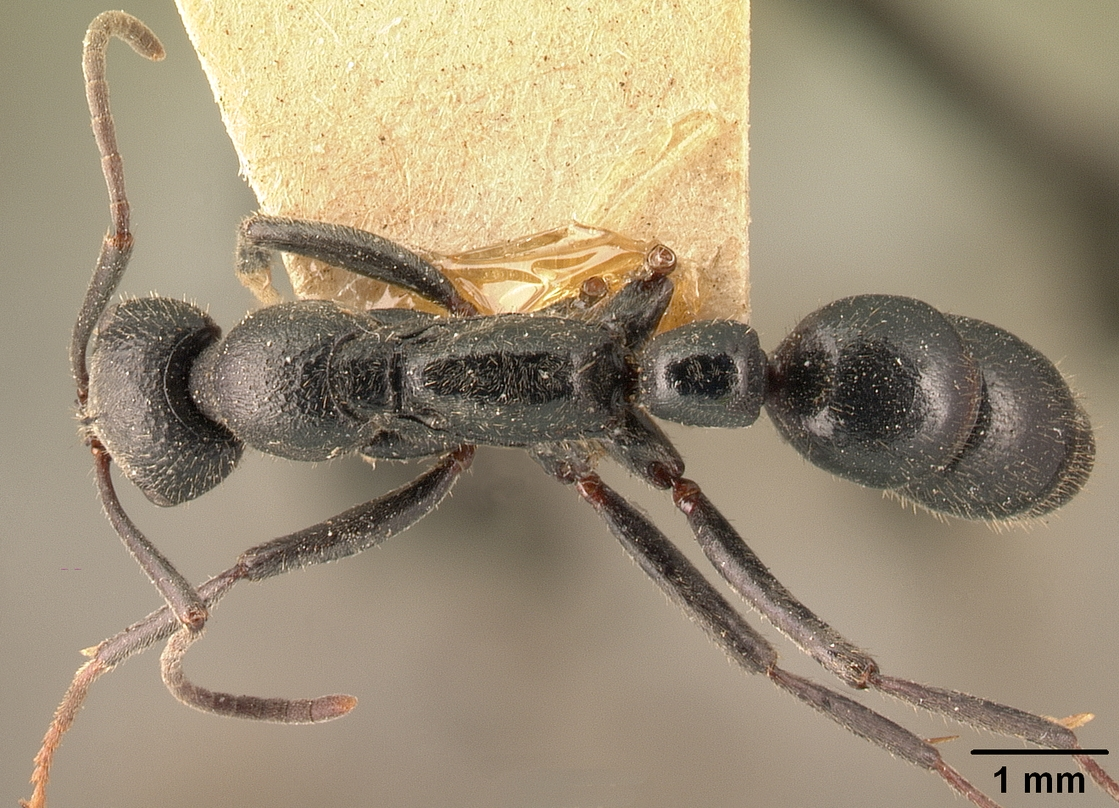
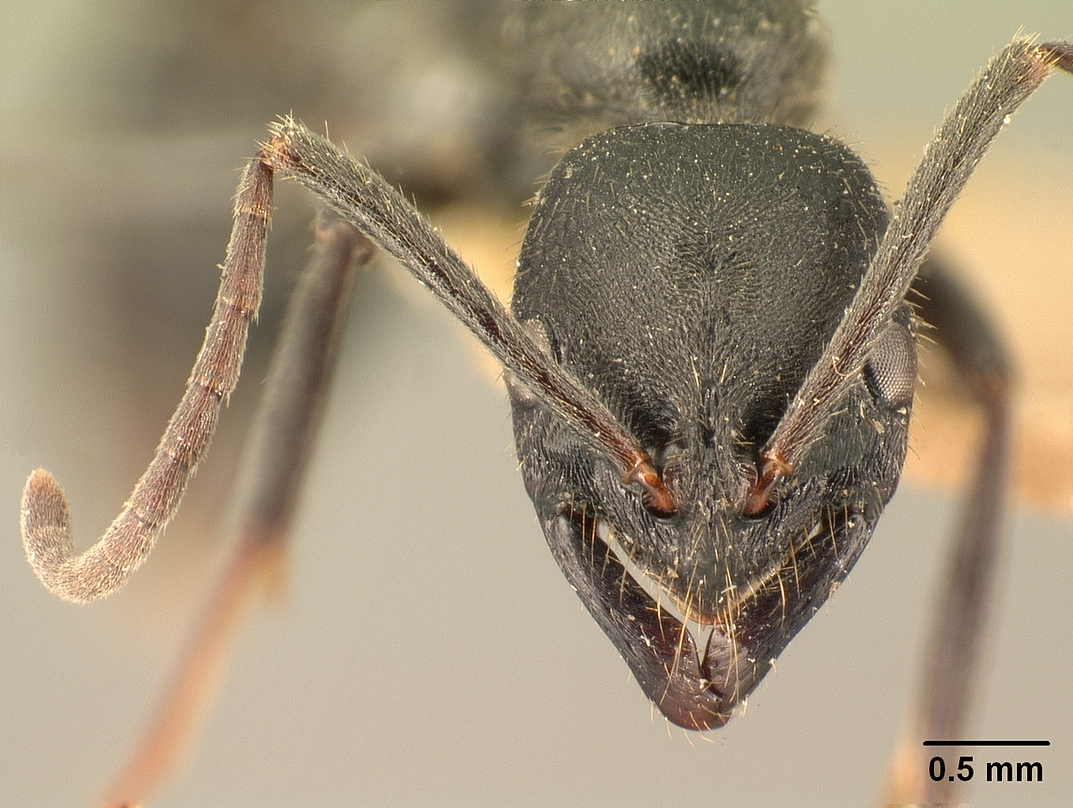
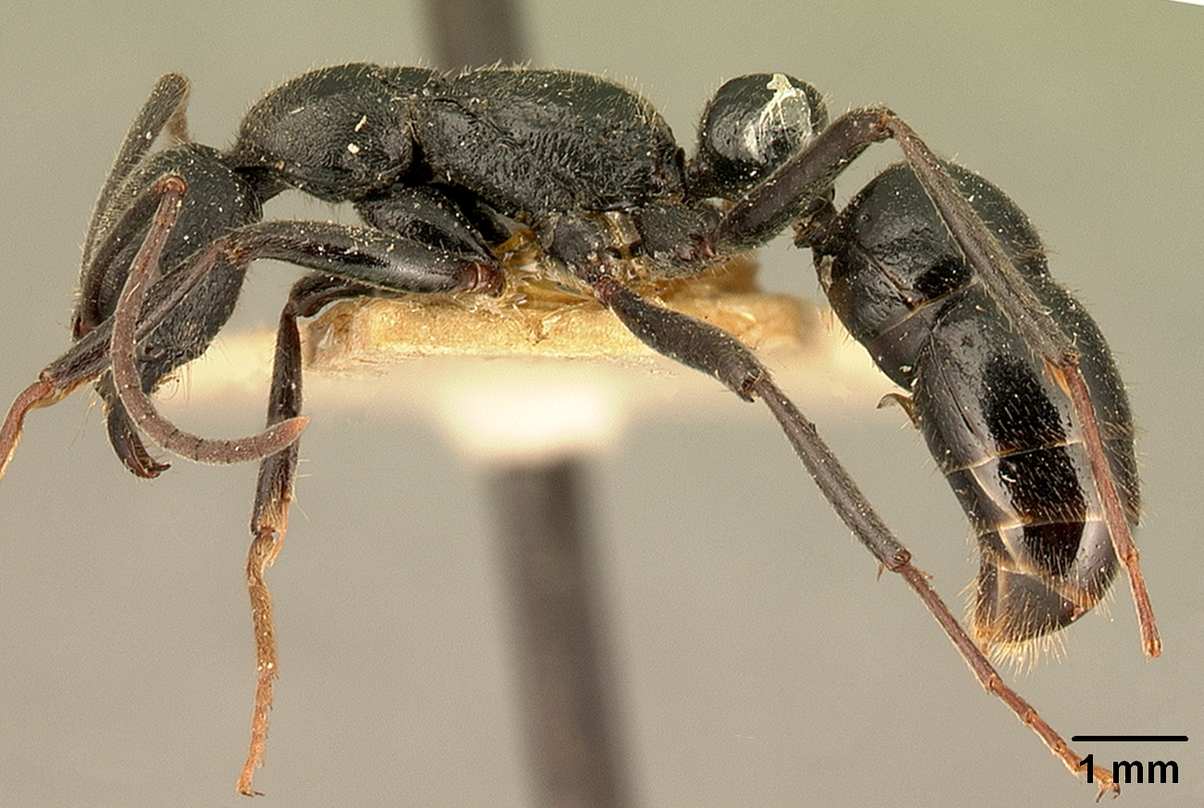